# Auhausen
Auhausen is een gemeente in de Duitse deelstaat Beieren, en maakt deel uit van het Landkreis Donau-Ries.
Auhausen telt 1.002 inwoners.

## Gemeente-indeling

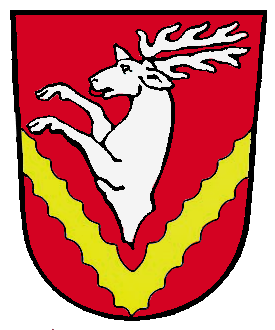
Dorpswapen van Dornstadt
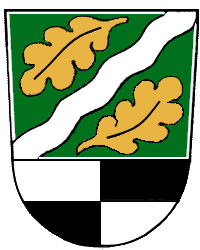
Dorpswapen van Lochenbach

Tot de gemeente behoort ook het 3 km ten westen van Auhausen-dorp gelegen dorp Dornstadt, en het ten zuidoosten van Dornstadt gelegen kleinere dorp Lochenbach. Daarnaast behoren nog enige gehuchten en Einöden tot de gemeente.

## Ligging, infrastructuur
Auhausen ligt aan de oostoever van de (niet bevaarbare) rivier de  Wörnitz, 6 kilometer ten noorden van Oettingen in Bayern. Dit stadje ligt aan de noordrand van de voormalige meteoorkrater het Nördlinger Ries. Dornstadt ligt in het oostelijke deel van een uitgestrekt bosgebied. Vier kilometer ten noorden van Auhausen ligt Wassertrüdingen.
De dichtstbijzijnde grote verkeersweg, de Bundesstraße 466, loopt 2½ kilometer ten oosten van Auhausen langs, door het oostelijke buurdorp Westheim heen.
Een in 1849 geopende en in 1985 voor reizigersverkeer gesloten spoorlijn van Gunzenhausen in het noordoosten loopt door het dorp heen naar o.a. Oettingen en Nördlingen, maar in Auhausen is geen station meer aan deze lijn. Er bestaan anno 2023 vergevorderde plannen, weer passagierstreinen te laten rijden tussen Gunzenhausen en Wassertrüdingen.
Openbaar vervoer per bus is in de gemeente van geen betekenis.

## Geschiedenis, economie
Het dorp ontstond in de middeleeuwen rondom een benedictijnenklooster. Dit klooster werd, op de kerk na, in 1525 tijdens de Duitse Boerenoorlog verwoest. Slechts korte tijd later werd het dorp als gevolg van de Reformatie evangelisch-luthers. In 1608 werd te Auhausen de  Protestantse Unie opgericht. Auhausen en Dornstadt liggen in het gebied van het Graafschap Oettingen; diverse heren van uiteenlopende takken van het geslacht Von Oettingen heersten er tot 1806, toen een gebiedshervorming werd doorgevoerd en Auhausen in het Koninkrijk Beieren kwam te liggen. Auhausen is in loop der eeuwen vrijwel steeds een rustig boerendorp gebleven. Tot op de huidige dag is de agrarische sector in Auhausen economisch van belang.

## Bezienswaardigheden
De grootste bezienswaardigheid van Auhausen is de voormalige kloosterkerk, de goed bewaarde Mariakerk, een drieschepige basilica, deels in romaanse bouwstijl. Tot de talrijke belangrijke kunstwerken en liturgische voorwerpen behoort een altaarstuk uit 1513 van de hand van Hans Leonhard Schäufelein. In de kerktoren hangen 5 kerkklokken uit de 13e en 14e eeuw. Het kerkgebouw is bij de evangelisch-lutherse gemeente van het dorp in gebruik.
Aan de noordkant van Dornstadt staat een groot, 17e-eeuws woonkasteel, Schloss Hirschbrunn. Het wordt bewoond door leden van de adellijke familie Von Oettingen-Spielberg en is niet voor bezichtiging opengesteld.
Af en toe, in het zomerseizoen, laat het Beierse Spoorwegmuseum te Nördlingen historische, toeristische treinen rijden op de hierboven beschreven spoorlijn.

## Afbeeldingen

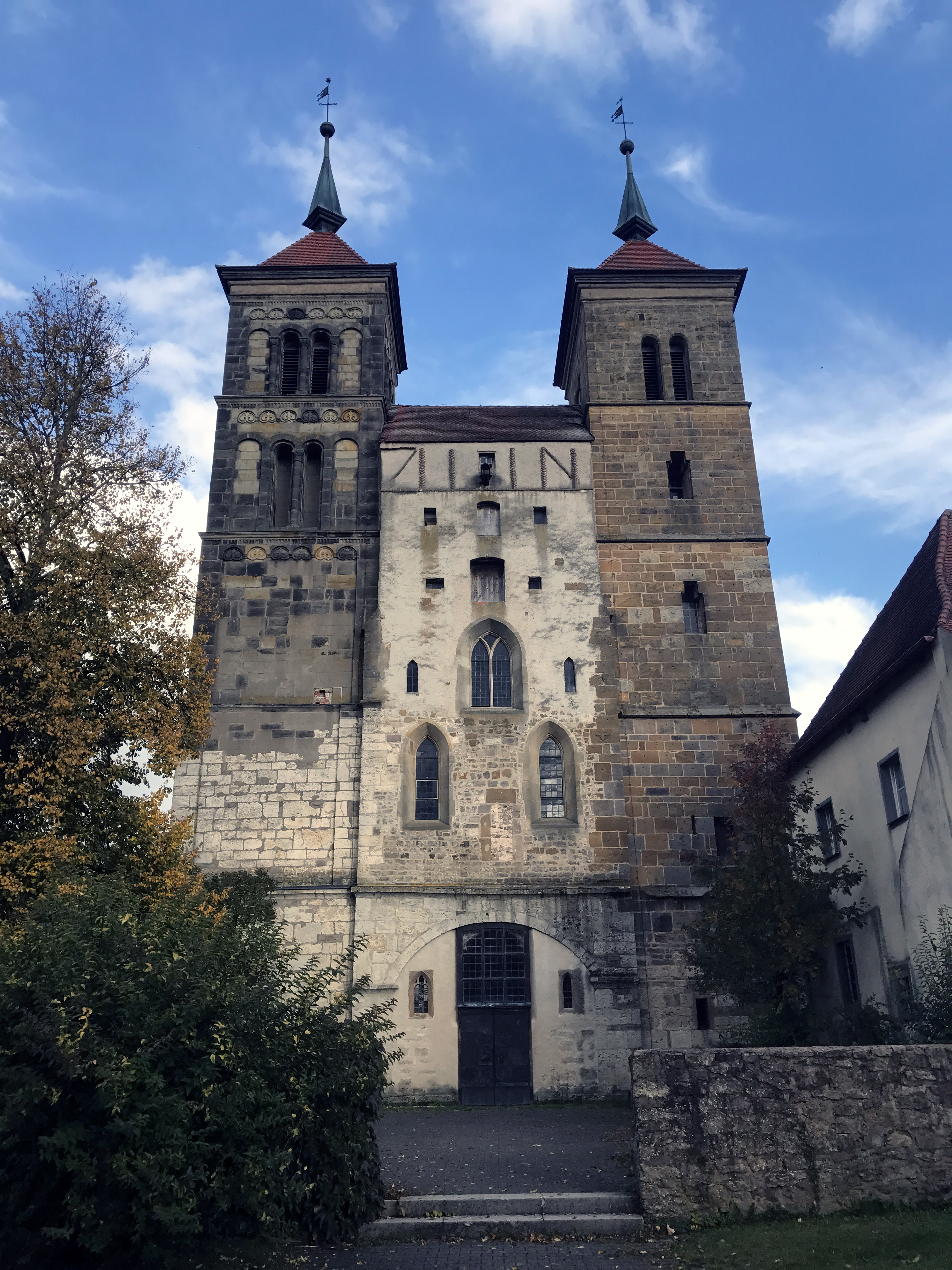
Westwerk Mariakerk, Auhausen
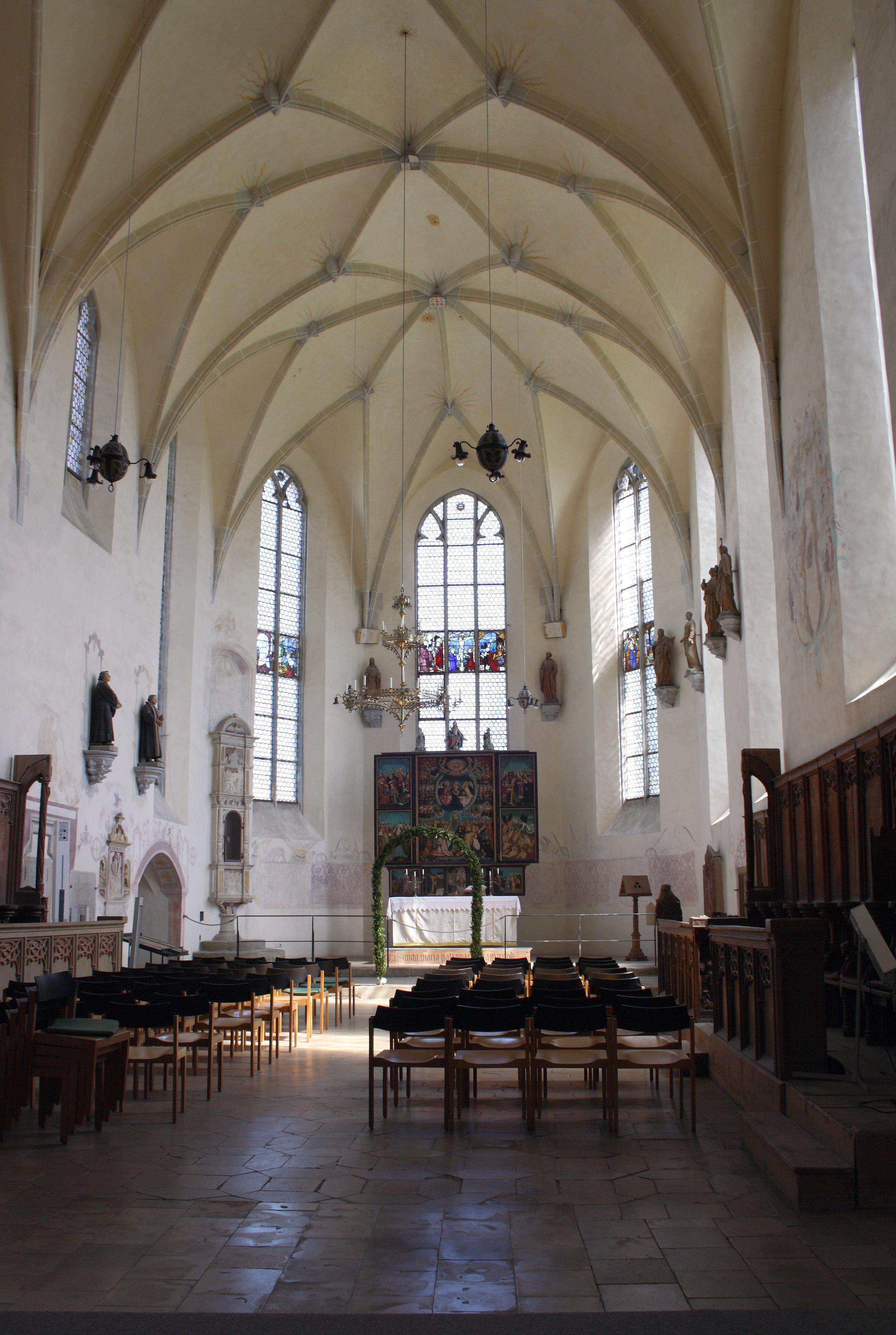
Interieur van deze kerk: priesterkoor in gotische stijl
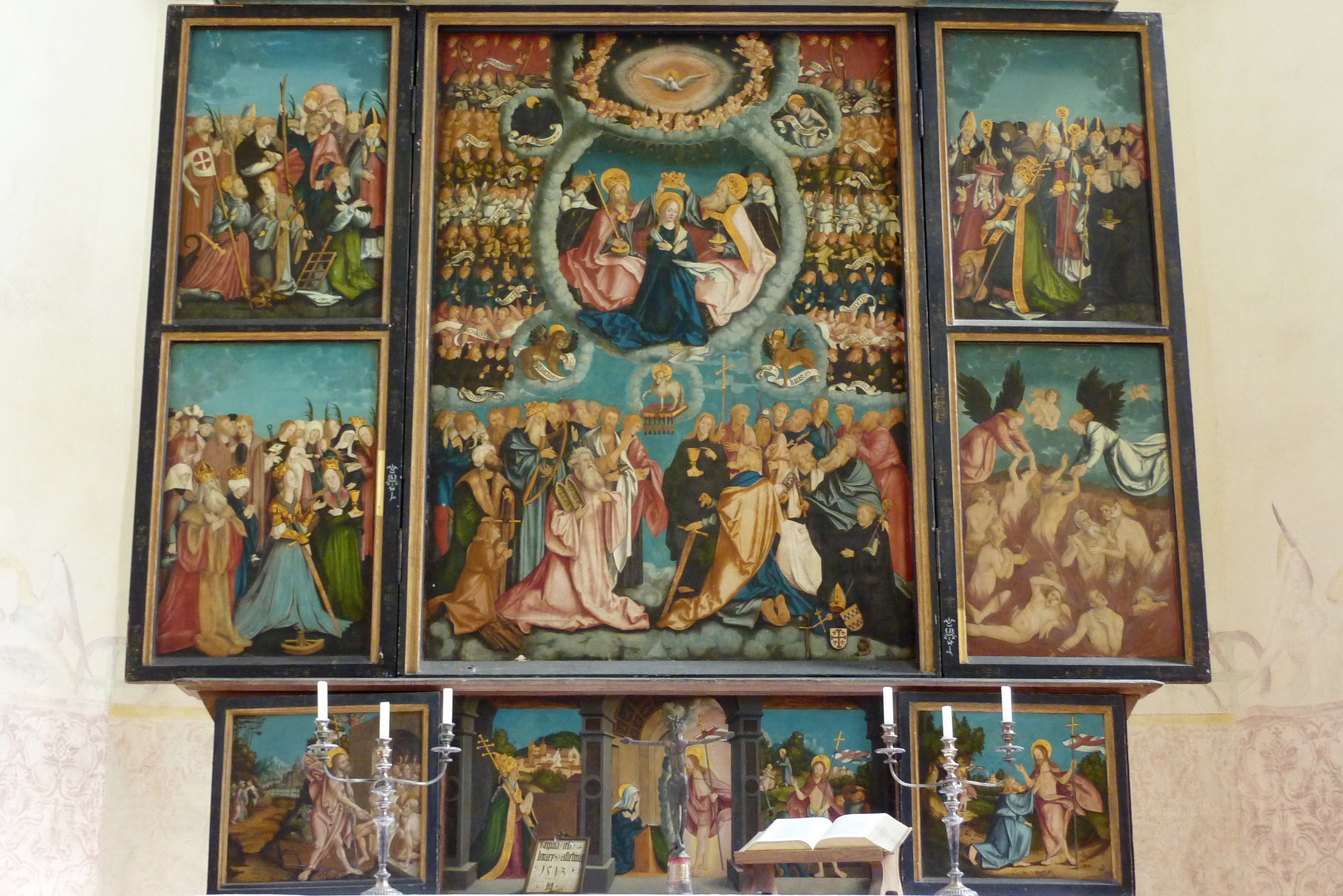
Hoofdaltaar met altaarstuk van Schäufelein
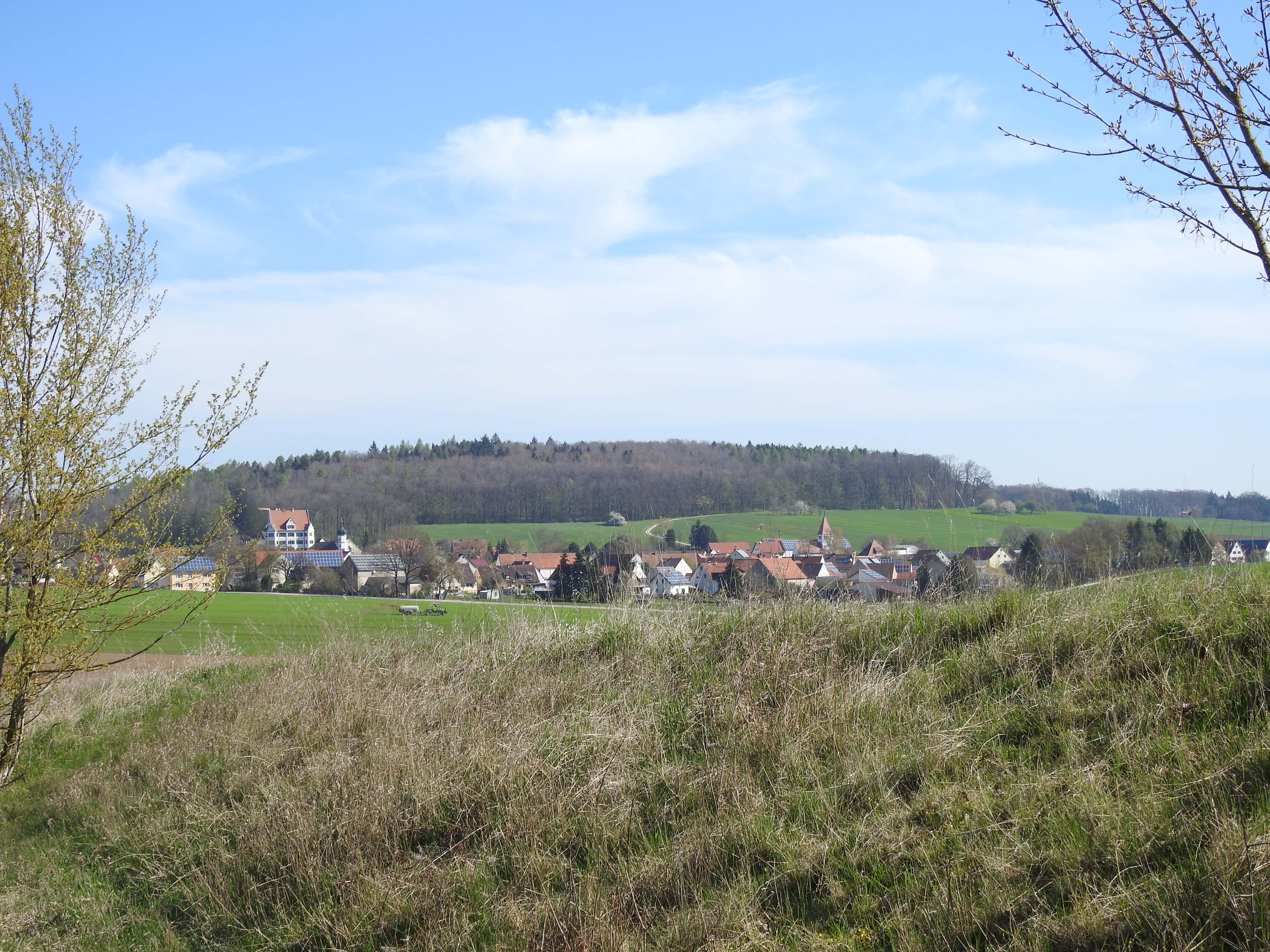
Gezicht op Dornstadt
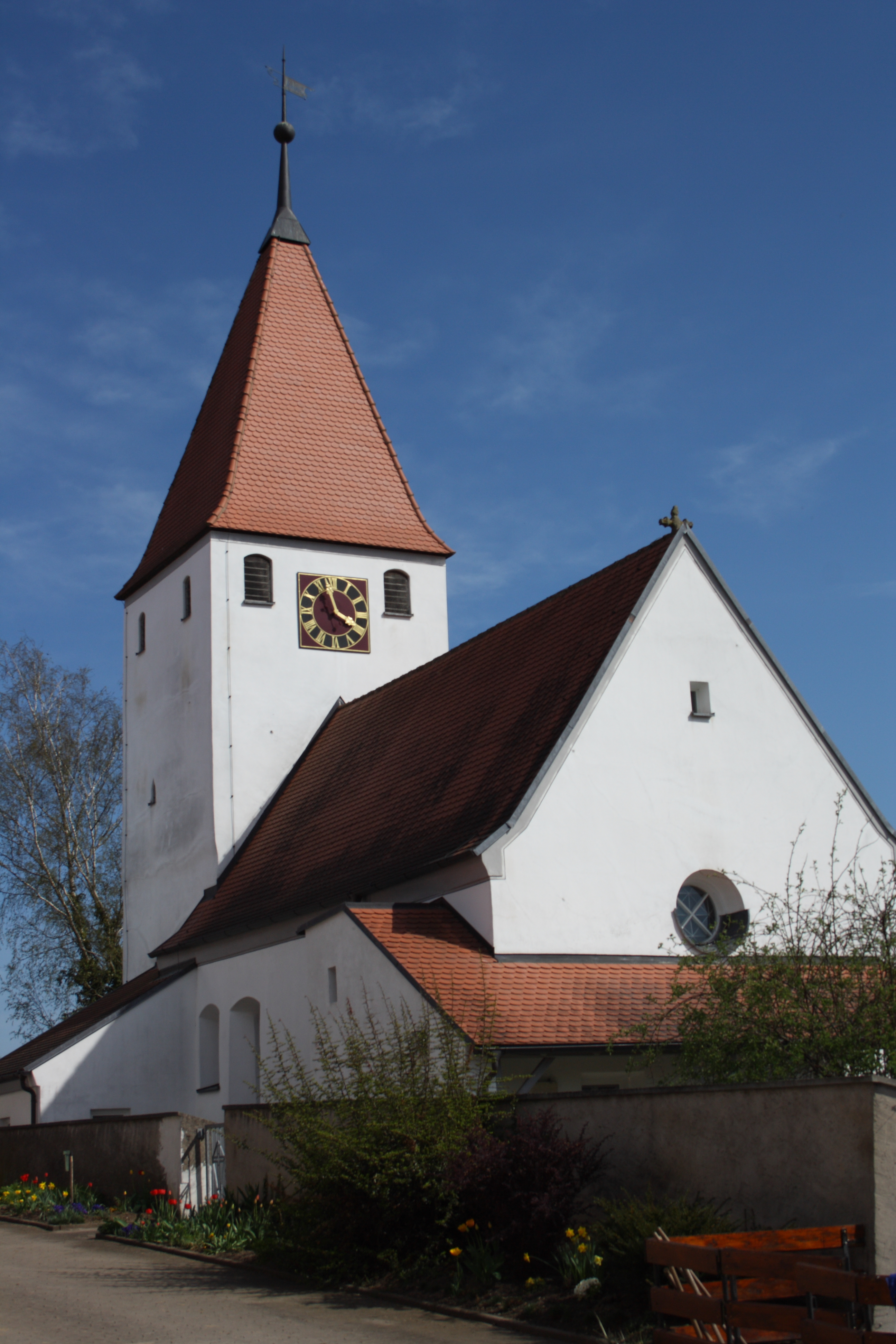
Evang.-lutherse Sint-Nicolaaskerk te Dornstadt
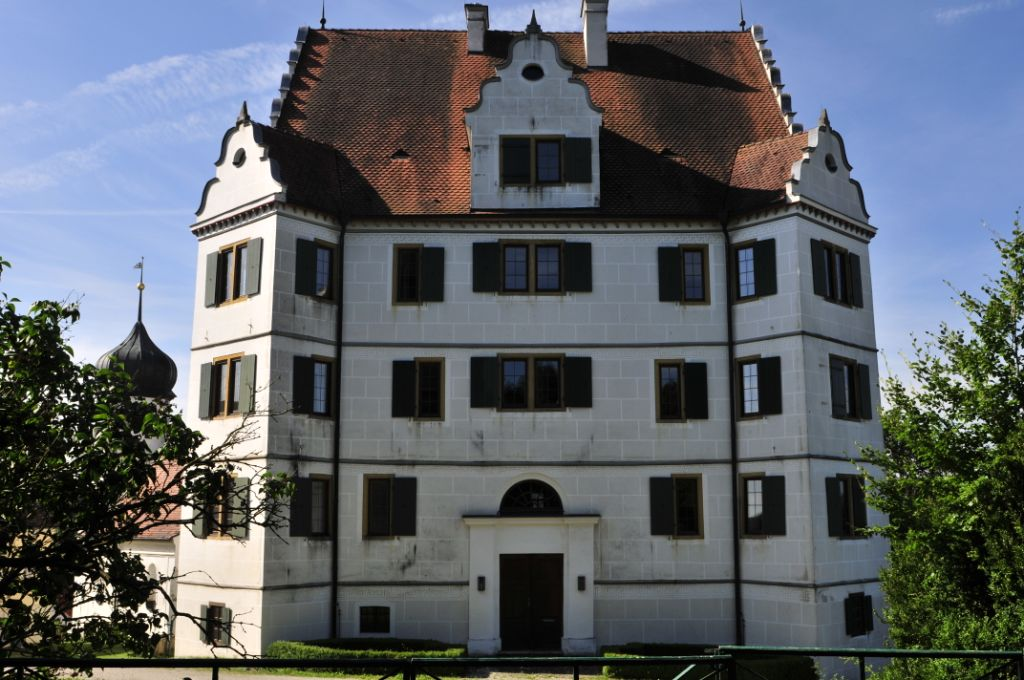
Kasteel Hirschbrunn
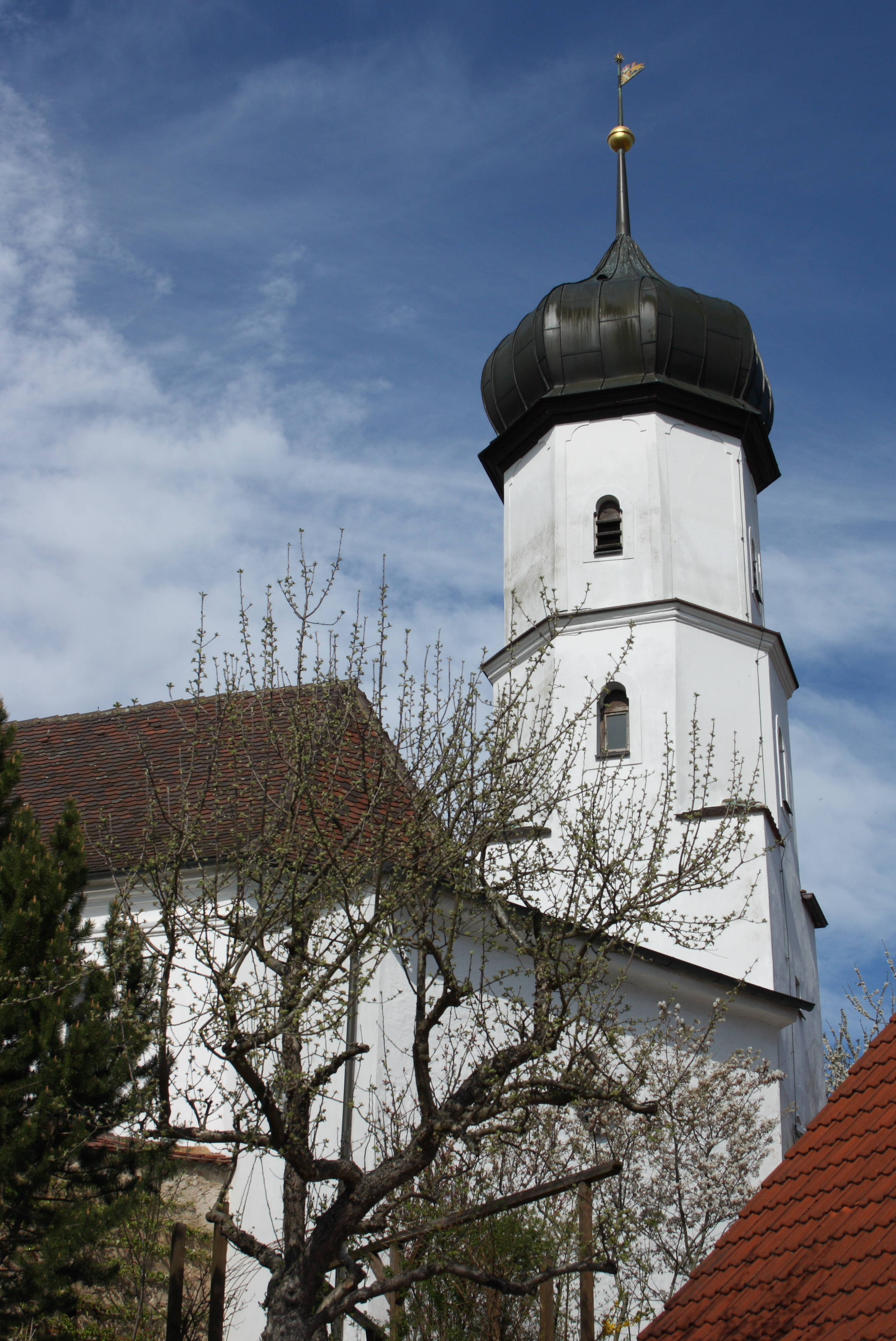
R.K. kerkje (1692) bij dit kasteel (Schlosskapelle)

Alerheim ·
Amerdingen ·
Asbach-Bäumenheim ·
Auhausen ·
Buchdorf ·
Daiting ·
Deiningen ·
Donauwörth ·
Ederheim ·
Ehingen am Ries ·
Forheim ·
Fremdingen ·
Fünfstetten ·
Genderkingen ·
Hainsfarth ·
Harburg ·
Hohenaltheim ·
Holzheim ·
Huisheim ·
Kaisheim ·
Maihingen ·
Marktoffingen ·
Marxheim ·
Megesheim ·
Mertingen ·
Mönchsdeggingen ·
Monheim ·
Möttingen ·
Munningen ·
Münster ·
Niederschönenfeld ·
Nördlingen ·
Oberndorf am Lech ·
Oettingen in Bayern ·
Otting ·
Rain ·
Reimlingen ·
Rögling ·
Tagmersheim ·
Tapfheim ·
Wallerstein ·
Wechingen ·
Wemding ·
Wolferstadt